# درکه (خانمیرزا)
درکه، روستایی در دهستان خانمیرزا بخش مرکزی شهرستان خانمیرزا در استان چهارمحال و بختیاری ایران است.

## جمعیت
بر پایه سرشماری عمومی نفوس و مسکن در سال ۱۳۹۵، جمعیت این روستا برابر با ۴۷۷ نفر (۱۲۶ خانوار) بوده‌است.